# Marcel Martin (réalisateur)
Pour les articles homonymes, voir Marcel Martin et Martin.
Marcel Martin (né à Lyon le 28 avril 1908 et mort à Paris le 12 novembre 1979) est un réalisateur et producteur français, spécialisé dans le court-métrage. Il fut l'époux de la monteuse Yvonne Martin née Beaugé.

## Filmographie
- 1949 : Un chien et madame
- 1949 : Tennis, avec le commentaire et la narration de Jean Cocteau Il retrace l'histoire du tennis, de son origine au milieu du XXe siècle, avec l'apparition de Henri Cochet et Suzanne Lenglen.
- 1950 : Paris, capitale de la danse
- 1950 : Les Mécanos de l'air
- 1961 : Gosse de Paris